# Teatr Narodowy im. Iwana Wazowa

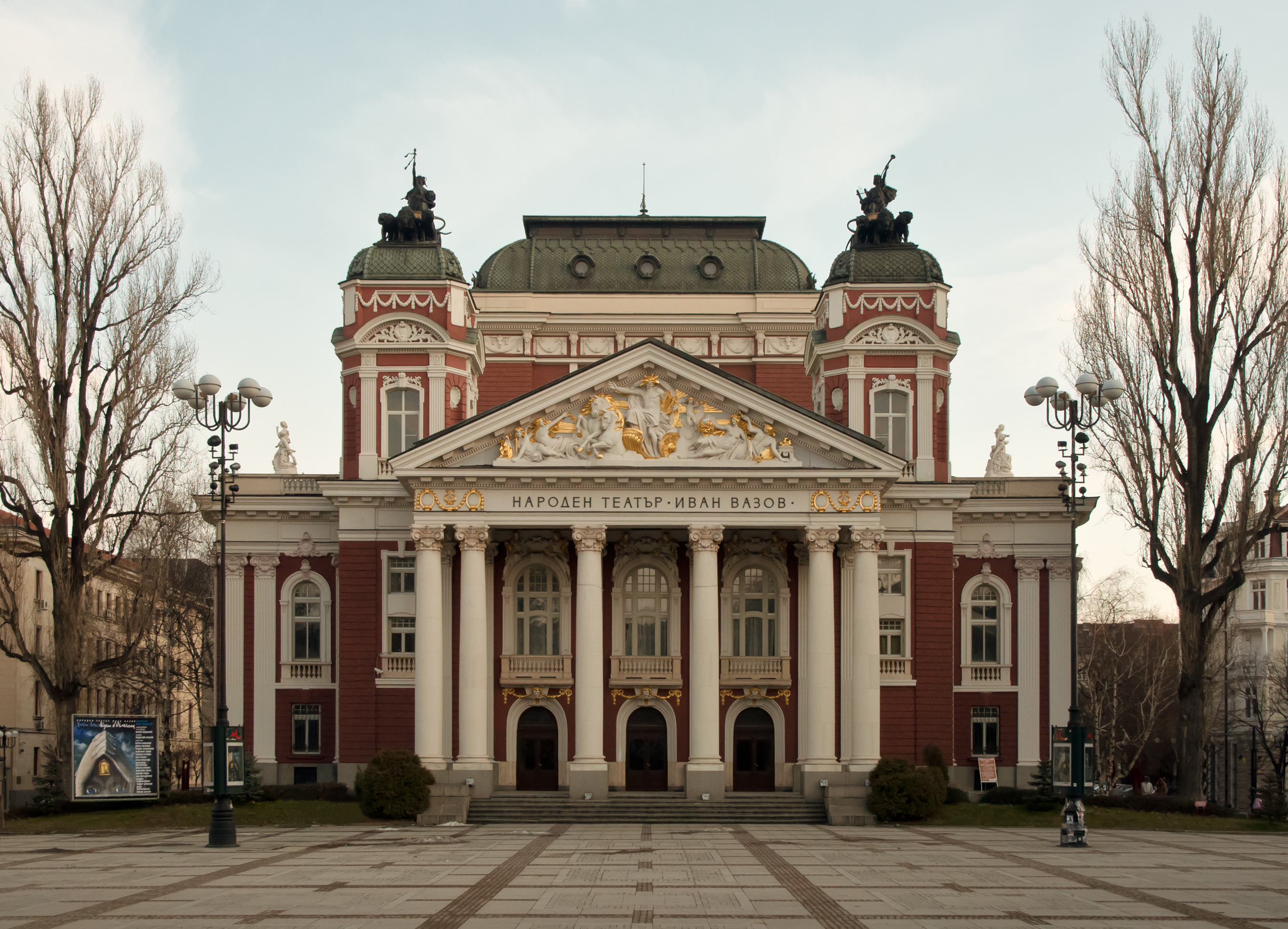

Teatr Narodowy im. Iwana Wazowa (bułg. Народен театър „Иван Вазов“) – bułgarski teatr narodowy w Sofii. Powstał w 1904 z przekształcenia zespołu teatralnego „Syłza i Smiach”. W latach 1951–1962 nosił imię K. Sarafowa, następnie Iwana Wazowa. W jego repertuarze znajdują się dramaturgia bułgarska oraz klasyczne i współczesne pozycje repertuaru światowego.